# Préverdissement
Le préverdissement ou prévégétalisation est l'action de végétaliser un terrain pour préparer un aménagement plus important, par exemple sur une friche industrielle en reconversion. Temporaire, l'opération est généralement d'un faible coût, recourant notamment à l'engazonnement,.